# Прунтова
Прунтова (ест. Pruntova) — село в Естонії, входить до складу волості Міссо, повіту Вирумаа.